# Conclave (filme)
Conclave é um filme britânico-estadounidense de suspense e mistério de 2024, dirigido por Edward Berger e escrito por Peter Straughan, baseado no romance de 2016 de Robert Harris. O filme é estrelado por Ralph Fiennes, Stanley Tucci, John Lithgow, Sergio Castellitto e Isabella Rossellini. No filme, o cardeal Thomas Lawrence (Fiennes) organiza um conclave para eleger o próximo papa e se vê investigando segredos e escândalos sobre vários candidatos.
Conclave estreou no 51º Festival de Cinema de Telluride em 30 de agosto de 2024, foi lançado nos cinemas dos Estados Unidos pela Focus Features em 25 de outubro de 2024 e no Reino Unido pela Black Bear UK em 29 de novembro. Já no Brasil o filme foi lançado pela Diamond Films e estreou no dia 23 de janeiro de 2025. O filme recebeu críticas positivas dos críticos, com elogios às performances, direção, roteiro e cinematografia, e arrecadou US$ 58,7 milhões em todo o mundo. O filme teve um ressurgimento em popularidade após a morte do Papa Francisco em abril de 2025 e o subsequente conclave em maio, que resultou na eleição do Papa Leão XIV, que supostamente viu o filme.
Foi nomeado um dos dez melhores filmes de 2024 pelo National Board of Review e pelo American Film Institute. Dentre várias premiações, Conclave recebeu 8 indicações ao Oscar 2025, incluindo Melhor Filme e vencendo Melhor Roteiro Adaptado; 6 indicações ao Globos de Ouro 2025, incluindo Melhor Filme de Drama e vencendo Melhor Roteiro, e 12 indicações ao BAFTA 2025, onde venceu como Melhor Filme e Melhor Roteiro Adaptado.

## Enredo
Após a morte do Papa de um ataque cardíaco, o Colégio de Cardeais, sob a liderança do cardeal-decano britânico Thomas Lawrence, reúne-se em reclusão para eleger seu sucessor. Os quatro principais candidatos são Aldo Bellini, dos Estados Unidos, um liberal na linha do falecido Papa; Joshua Adeyemi, da Nigéria, um conservador social; Joseph Tremblay, do Canadá, um moderado dentro da Igreja; e Goffredo Tedesco, da Itália, um tradicionalista convicto.

## Elenco
- Ralph Fiennes como Cardeal Thomas Lawrence, um liberal britânico e reitor do Colégio dos Cardeais
- Stanley Tucci como Cardeal Aldo Bellini, um liberal americano. O fracasso de Bellini em ganhar a eleição, apesar de ser o favorito inicial, é baseado nas experiências de Carlo Maria Martini durante o conclave papal de 2005[7]
- John Lithgow como Cardeal Joseph Tremblay, um moderado canadense
- Sergio Castellitto como Cardeal Goffredo Tedesco, um tradicionalista italiano
- Isabella Rossellini como Irmã Agnes, chefe de cozinha e governanta dos cardeais
- Lucian Msamati como Cardeal Joshua Adeyemi, um candidato nigeriano popular com visões sociais conservadoras
- Carlos Diehz como Cardeal Vincent Benitez, um arcebispo mexicano pouco conhecido que trabalha no Afeganistão
- Brían F. O'Byrne como Monsenhor Raymond O'Malley, assistente de Lawrence e pesquisador da oposição
- Merab Ninidze como Cardeal Sabbadin
- Thomas Loibl como Arcebispo Mandorff
- Jacek Koman como Arcebispo Janusz Woźniak, o Prefeito da Casa Pontifícia e confidente do falecido papa
- Loris Loddi como Cardeal Villanueva
- Balkissa Maiga como Irmã Shanumi

## Produção
Foi anunciado em maio de 2022 que Ralph Fiennes, John Lithgow, Stanley Tucci e Isabella Rossellini estrelariam o filme, com direção de Edward Berger. O elenco adicional foi anunciado em janeiro de 2023, quando a produção começou em Roma. As filmagens também ocorreram na Cinecittà. As filmagens foram concluídas em março.
Os cenógrafos tomaram muito cuidado para replicar a Capela Sistina, embora tenham tomado alguma licença artística com a Domus Sanctae Marthae. Eles fizeram seu cenário mais parecido com uma prisão para aumentar a tensão dramática porque sentiram que a versão real era um tanto monótona. Os figurinistas visitaram Gammarelli, Tirelli Costumi e vários museus em Roma como parte de sua pesquisa. Para o traje vermelho dos cardeais, a figurinista Lisy Christl optou por um tom usado nas vestes cardeais do século XVII, em vez de um dos modernos, acreditando que seria "muito mais bonito e muito mais fácil para os nossos olhos".
Ao escrever o roteiro, Straughan disse que se encontrou com um cardeal para discutir a logística do conclave. Ele também fez um tour privado pelo Vaticano e disse que não sentiu hostilidade enquanto estava lá e sentiu que o Vaticano estava aberto a ele.

## Trilha sonora
O compositor alemão Volker Bertelmann compôs a trilha sonora de Conclave, sua quinta colaboração com Berger. Em uma entrevista com a IndieWire, Bertelmann discutiu o desenvolvimento de um som que não fosse nem "muito eclesiástico [nem] clássico", levando à experimentação com instrumentos menos conhecidos. Como resultado, grande parte da trilha sonora faz uso do Cristal Baschet, um cristalofone tocado com as mãos molhadas. Uma abordagem semelhante foi usada para a trilha sonora de Bertelmann para Im Westen nichts Neues (2022) de Berger, onde um harmônio foi usado.
Devido a muitos personagens compartilharem cenas no filme, Bertelmann escolheu criar temas para situações específicas em vez de temas para personagens individuais. Além disso, ele fez com que os músicos de cordas usassem uma técnica de arco de ricochete. Para espelhar as facções conflitantes do filme dentro dos cardeais, Bertelmann às vezes incorporava polirritmos, como tercinas contra semicolcheias.

## Lançamento
Em agosto de 2022, o braço de distribuição britânico recém-fundado da Black Bear Pictures adquiriu os direitos de distribuição do filme no Reino Unido da FilmNation Entertainment, servindo como uma de suas primeiras aquisições e lançamentos inaugurais no Reino Unido; a empresa Elevation Pictures da Black Bear também atua como distribuidora canadense. Steven Rales atuou como um dos produtores executivos, cofinanciando o filme por meio de sua produtora, Indian Paintbrush.
Em novembro de 2023, a Focus Features adquiriu os direitos de distribuição do filme nos Estados Unidos. Em julho de 2024, Conclave foi anunciado como parte da seção de Apresentações Especiais do Festival Internacional de Cinema de Toronto de 2024, agendado para 8 de setembro de 2024. O filme seria posteriormente anunciado como parte da programação do Festival de Cinema de Telluride, onde teve sua estreia mundial. O diretor do Festival de Cinema de Veneza, Alberto Barbera, explicou por que o filme não foi exibido em Veneza: "Não pensei que fosse um filme de Competição para Veneza, mas o convidei Fora da Competição. Tentamos descobrir o momento para que fosse exibido aqui e em Telluride, o que eles também queriam, mas não conseguimos encontrar as datas e o momento certos para que funcionasse. Discutimos várias opções, mas não conseguimos o horário que fosse adequado para todos. É uma pena."
O filme foi lançado nos Estados Unidos em 25 de outubro de 2024. Anteriormente, estava programado para um lançamento limitado nos cinemas em 1º de novembro antes de estrear amplamente na semana seguinte. Foi lançado no Reino Unido em 29 de novembro.

## Recepção

### Bilheteria
Em 2 de janeiro de 2025, Conclave arrecadou US$ 31,33 milhões nos Estados Unidos e Canadá, e US$ 27,37 milhões em outros territórios, para um total mundial de US$ 58,7 milhões.
Nos Estados Unidos e Canadá, Conclave foi lançado junto com Venom: The Last Dance, e foi projetado para arrecadar US$ 4–6 milhões em 1 753 cinemas em seu fim de semana de estreia. O filme arrecadou US$ 2,5 milhões em seu primeiro dia, incluindo US$ 500 000 nas prévias de quinta-feira à noite. Ele estreou com US$ 6,6 milhões, terminando em terceiro;  O filme é voltado para públicos significativamente mais velhos, 77% da demografia tinha mais de 35 anos, o maior grupo demográfico tinha mais de 55 anos, 44%, e 67% caucasianos. O filme então arrecadou US$ 5 milhões em seu segundo fim de semana (caindo 23,7%) e US$ 4,1 milhões em seu terceiro fim de semana (caindo apenas 18,1%), terminando em quarto e sexto lugar, respectivamente.

### Resposta crítica
No site agregador de resenhas Rotten Tomatoes, 93% das 318 avaliações dos críticos são positivas, com uma classificação média de 8,1/10. O consenso do site diz: "Levando a polpa papal com execução imaculada e trabalho de destaque na carreira de Ralph Fiennes, Conclave é uma dádiva de Deus para o público que anseia por entretenimento inteligente." O Metacritic, que usa uma média ponderada, atribuiu ao filme uma pontuação de 79 em 100, com base em 54 críticos, indicando avaliações "geralmente favoráveis". O público pesquisado pelo CinemaScore deu ao filme uma nota média de "B+" em uma escala de A+ a F, enquanto os pesquisados pelo PostTrak deram a ele uma pontuação geral positiva de 84%, com 62% dizendo que "definitivamente o recomendariam".
A cinematografia do filme recebeu elogios. O elenco do filme também foi elogiado, com as performances de Fiennes e Castellitto recebendo elogios especiais. O enredo recebeu algumas críticas, com Katie Walsh, do Los Angeles Times, chamando-o de "um mistério muito fino e bobo ... que parece ser mais profundo do que realmente é." David Ehrlich, do IndieWire, concordou que o filme era "muito bobo, mas maravilhosamente encenado ... mesmo que o filme possa estar um pouco convencido de sua própria importância dramática." Michael Phillips, do Chicago Tribune, elogiou os "deliciosos retratos do filme em perseguição, engano e evasão."
Mark Kermode elogiou o filme por seu retrato atencioso e respeitoso do processo de eleição papal. Ele destacou as atuações fortes, particularmente de Fiennes, e apreciou a capacidade do filme de criar suspense e intriga sem recorrer ao sensacionalismo. Ele também observou a exploração matizada do filme sobre o futuro da Igreja Católica e sua política interna, que ele achou convincente e bem executada. Richard Lawson, da Vanity Fair, disse que o filme retratou corretamente "tanto a seriedade do processo [do conclave] quanto o ridículo exagerado dele", e pensou que o filme "toca os dedos com grandeza de prestígio enquanto mantém seus pés firmemente plantados no reino do entretenimento alegre". Manohla Dargis, do The New York Times, observou que a postura do filme em relação à Igreja Católica Romana reflete a postura de Hollywood em relação à sua indústria cinematográfica: "levemente cínica, autolisonjeira e, finalmente, alimentando mitos".
Lawson chamou a reviravolta de "imprudente" e insuficientemente pensada, enquanto Peter Debruge, da Variety, a chamou de "uma das reviravoltas mais satisfatórias em anos, uma Ave Maria que surpreende e restaura a fé de alguém (talvez não de todos, mas certamente a dos desiludidos)".
O cineasta Alexander Payne o nomeou um de seus filmes favoritos de 2024, dizendo "Você simplesmente não consegue acreditar o quão fascinante ele é – engraçado e cheio de suspense e tão bem escalado e bem atuado. Berger tem a qualidade milagrosa de fazer algo que você nunca esquece que é um filme, mas ao mesmo tempo, é como se você realmente estivesse lá." Outros cineastas, incluindo Oliver Stone, Kelly Fremon Craig, Adam Elliot, Coralie Fargeat, Tim Fehlbaum, Hannah Fidell, William Goldenberg, Reinaldo Marcus Green, Savanah Leaf, Laurel Parmet e Paul Schrader, também elogiaram o filme, especialmente as performances do elenco.

### Resposta religiosa
John Mulderig, do Catholic OSV News, opinou que, em Conclave, "pontos de vista rivais dentro da igreja são caricaturados com pinceladas largas... e o baralho está previsivelmente inclinado a favor daqueles que defendem a mudança." Ele alertou que "todos os espectadores comprometidos com os credos da igreja vão querer abordar esta produção séria, visualmente envolvente, mas manipuladora — e às vezes sensacionalista — com cautela". A revista Angelus, da Arquidiocese de Los Angeles, elogiou várias das performances dos atores, mas rejeitou o filme, escrevendo que "O problema aqui não é que ele seja cheio de críticas à Igreja Católica. O problema é que ele é simplesmente ruim ... No momento crucial, [Benitez] faz um discurso tão cheio de chavões que poderia ter sido escrito pelo ChatGPT". Por outro lado, o progressista National Catholic Reporter elogiou o filme, chamando-o de "um apelo eclesial convincente para uma administração espiritual renovada, caracterizada pela humildade, mansidão e, curiosamente, dúvida".
Kate Lucky, da Christianity Today, uma publicação evangélica, chamou o filme de "lindo" e "fascinante", e disse que "embora o filme avance sutilmente convicções progressistas, ele dá aos cardeais de todas as convicções ideológicas a mesma oportunidade de ficar aquém". Por outro lado, o bispo de Winona-Rochester, Robert Barron, descartou-o como Oscar bait e chamou-o de "um filme sobre a Igreja Católica que poderia ter sido escrito pelo conselho editorial do The New York Times".
Dentro do podcast Jesuitical, da revista America [en], também elogiou-se o fato da representação de mulheres no conclave, fazendo referência a Lawrance e a variação intersexo de Inocêncio. Porém, tais representatividades também foram criticadas e politicadas. O comentador político Ben Shapiro, por exemplo, fez pressão em redes sociais para boicote.

## Prêmios e Indicações
| Prêmio                 | Data da cerimônia       | Categoria                         | Nominado(s) | Resultado | Ref.   |
| ---------------------- | ----------------------- | --------------------------------- | --- | --------- | ------ |
| Prêmios Globo de Ouro  | 5 de janeiro de 2025    | Melhor Filme Dramático            | Conclave | Indicado  | [ 57 ] |
| Prêmios Globo de Ouro  | 5 de janeiro de 2025    | Melhor Diretor                    | Edward Berger                                                                                                  | Indicado  | [ 57 ] |
| Prêmios Globo de Ouro  | 5 de janeiro de 2025    | Melhor Ator em Filme Dramático    | Ralph Fiennes                                                                                                  | Indicado  | [ 57 ] |
| Prêmios Globo de Ouro  | 5 de janeiro de 2025    | Melhor Atriz Coadjuvante - Cinema | Isabella Rossellini                                                                                            | Indicado  | [ 57 ] |
| Prêmios Globo de Ouro  | 5 de janeiro de 2025    | Melhor Roteiro                    | Peter Straughan                                                                                                | Venceu    | [ 57 ] |
| Prêmios Globo de Ouro  | 5 de janeiro de 2025    | Melhor Trilha Sonora Original     | Hauschka | Indicado  | [ 57 ] |
| Satellite Awards       | 26 de janeiro de 2025   | Melhor Filme de Drama             | Conclave | Indicado  | [ 58 ] |
| Satellite Awards       | 26 de janeiro de 2025   | Melhor Diretor                    | Edward Berger                                                                                                  | Indicado  | [ 58 ] |
| Satellite Awards       | 26 de janeiro de 2025   | Melhor Ator em Filme de Drama     | Ralph Fiennes                                                                                                  | Indicado  | [ 58 ] |
| Satellite Awards       | 26 de janeiro de 2025   | Melhor Atriz Coadjuvante          | Isabella Rossellini                                                                                            | Indicado  | [ 58 ] |
| Satellite Awards       | 26 de janeiro de 2025   | Melhor Roteiro Adaptado           | Peter Straughan                                                                                                | Indicado  | [ 58 ] |
| Satellite Awards       | 26 de janeiro de 2025   | Melhor Edição                     | Nick Emerson                                                                                                   | Indicado  | [ 58 ] |
| Satellite Awards       | 26 de janeiro de 2025   | Melhor Trilha Sonora              | Volker Bertelmann                                                                                              | Indicado  | [ 58 ] |
| Satellite Awards       | 26 de janeiro de 2025   | Melhor Design de Produção         | Suzie Davies (designer de produção); Cynthia Sleiter (decoração de set)                                        | Indicado  | [ 58 ] |
| Critics' Choice Awards | 7 de fevereiro de 2025  | Melhor Filme                      | Conclave | Indicado  | [ 59 ] |
| Critics' Choice Awards | 7 de fevereiro de 2025  | Melhor Diretor                    | Edward Berger                                                                                                  | Indicado  | [ 59 ] |
| Critics' Choice Awards | 7 de fevereiro de 2025  | Melhor Ator                       | Ralph Fiennes                                                                                                  | Indicado  | [ 59 ] |
| Critics' Choice Awards | 7 de fevereiro de 2025  | Melhor Atriz Coadjuvante          | Isabella Rossellini                                                                                            | Indicado  | [ 59 ] |
| Critics' Choice Awards | 7 de fevereiro de 2025  | Melhor Elenco                     | Conclave | Venceu    | [ 59 ] |
| Critics' Choice Awards | 7 de fevereiro de 2025  | Melhor Roteiro Adaptado           | Peter Straughan                                                                                                | Venceu    | [ 59 ] |
| Critics' Choice Awards | 7 de fevereiro de 2025  | Melhor Fotografia                 | Stéphane Fontaine                                                                                              | Indicado  | [ 59 ] |
| Critics' Choice Awards | 7 de fevereiro de 2025  | Melhor Edição                     | Nick Emerson                                                                                                   | Indicado  | [ 59 ] |
| Critics' Choice Awards | 7 de fevereiro de 2025  | Melhor Figurino                   | Lisy Christl                                                                                                   | Indicado  | [ 59 ] |
| Critics' Choice Awards | 7 de fevereiro de 2025  | Melhor Direção de Arte            | Suzie Davies                                                                                                   | Indicado  | [ 59 ] |
| Critics' Choice Awards | 7 de fevereiro de 2025  | Melhor Trilha Sonora              | Volker Bertelmann                                                                                              | Indicado  | [ 59 ] |
| BAFTA                  | 16 de fevereiro de 2025 | Melhor Filme                      | Tessa Ross, Juliette Howell e Michael A. Jackman                                                               | Venceu    | [ 60 ] |
| BAFTA                  | 16 de fevereiro de 2025 | Melhor Diretor                    | Edward Berger                                                                                                  | Indicado  | [ 60 ] |
| BAFTA                  | 16 de fevereiro de 2025 | Melhor Ator                       | Ralph Fiennes                                                                                                  | Indicado  | [ 60 ] |
| BAFTA                  | 16 de fevereiro de 2025 | Melhor Atriz Coadjuvante          | Isabella Rossellini                                                                                            | Indicado  | [ 60 ] |
| BAFTA                  | 16 de fevereiro de 2025 | Melhor Roteiro Adaptado           | Peter Straughan                                                                                                | Venceu    | [ 60 ] |
| BAFTA                  | 16 de fevereiro de 2025 | Melhor Cinematografia             | Stéphane Fontaine                                                                                              | Indicado  | [ 60 ] |
| BAFTA                  | 16 de fevereiro de 2025 | Melhor Edição                     | Nick Emerson                                                                                                   | Venceu    | [ 60 ] |
| BAFTA                  | 16 de fevereiro de 2025 | Melhor Trilha Sonora              | Volker Bertelmann                                                                                              | Indicado  | [ 60 ] |
| BAFTA                  | 16 de fevereiro de 2025 | Melhor Design de Produção         | Suzie Davies e Cynthia Sleiter                                                                                 | Indicado  | [ 60 ] |
| BAFTA                  | 16 de fevereiro de 2025 | Melhor Figurino                   | Lisy Christl                                                                                                   | Indicado  | [ 60 ] |
| BAFTA                  | 16 de fevereiro de 2025 | Melhor Escolha de Elenco          | Nina Gold e Martin Ware                                                                                        | Indicado  | [ 60 ] |
| BAFTA                  | 16 de fevereiro de 2025 | Melhor Filme Britânico            | Conclave | Venceu    | [ 60 ] |
| SAG Awards             | 23 de fevereiro de 2025 | Melhor Elenco em Cinema           | Conclave - Sergio Castellitto, Ralph Fiennes, John Lithgow, Lucian Msamati, Isabella Rossellini, Stanley Tucci | Venceu    | [ 61 ] |
| SAG Awards             | 23 de fevereiro de 2025 | Melhor Ator Principal em Cinema   | Ralph Fiennes                                                                                                  | Indicado  | [ 61 ] |
| Óscars                 | 2 de março de 2025      | Melhor Filme                      | Tessa Ross, Juliette Howell and Michael A. Jackman                                                             | Indicado  | [ 62 ] |
| Óscars                 | 2 de março de 2025      | Melhor Ator                       | Ralph Fiennes                                                                                                  | Indicado  | [ 62 ] |
| Óscars                 | 2 de março de 2025      | Melhor Atriz Coadjuvante          | Isabella Rossellini                                                                                            | Indicado  | [ 62 ] |
| Óscars                 | 2 de março de 2025      | Melhor Roteiro Adaptado           | Peter Straughan                                                                                                | Venceu    | [ 62 ] |
| Óscars                 | 2 de março de 2025      | Melhor Trilha Sonora              | Volker Bertelmann                                                                                              | Indicado  | [ 62 ] |
| Óscars                 | 2 de março de 2025      | Melhor Edição                     | Nick Emerson                                                                                                   | Indicado  | [ 62 ] |
| Óscars                 | 2 de março de 2025      | Melhor Design de Produção         | Suzie Davies e Cynthia Sleiter                                                                                 | Indicado  | [ 62 ] |
| Óscars                 | 2 de março de 2025      | Melhor Figurino                   | Lisy Christl                                                                                                   | Indicado  | [ 62 ] |